# David Vergé
David Vergé, né le 10 janvier 1972 à La Fère (Aisne), est un homme politique français. Il est député de 2012 à 2013 et président de l'assemblée territoriale des îles Wallis et Futuna de 2017 à 2019.

## Biographie
Commerçant de profession, David Vergé est élu à l'assemblée territoriale des îles Wallis et Futuna dans la circonscription de Hahake lors des élections territorales de 2012. 
Lors du second tour des élections législatives de 2012, il est élu député dans la circonscription de Wallis-et-Futuna avec 41,6 % des suffrages exprimés dans une triangulaire, avec le soutien du Rassemblement pour Wallis-et-Futuna (RPWF), la fédération locale de l'Union pour un mouvement populaire (UMP) dirigée par l'ancien député Victor Brial.
À l'Assemblée nationale, il siège d'abord avec les non-inscrits puis comme apparenté au groupe socialiste (malgré le soutien que l'UMP lui avait apporté lors de son élection en juin 2012). Il est membre de la commission du Développement durable et de l'Aménagement du territoire.
Le 25 janvier 2013, son élection est annulée par le Conseil constitutionnel, qui le déclare inéligible pour une durée d'un an en raison d'irrégularités dans le financement de sa campagne. Le candidat soutenu par l'UMP, Napole Polutele, lui succède deux mois plus tard, à l'issue d'une élection partielle à laquelle participait son épouse, Lauriane Vergé.
Réélu conseiller territorial lors des élections du 26 mars 2017, David Vergé est élu président de l'assemblée territoriale des îles Wallis et Futuna le 4 avril suivant puis réélu le 27 novembre 2017. Il appelle, avec le sénateur Robert Laufoaulu, les électeurs du territoire à voter à l'élection présidentielle de 2017 pour François Fillon, qui obtient 28,5 % des voix à Wallis-et-Futuna.
Le 27 novembre 2018, il est réélu président de l'assemblée territoriale. Il cède son siège à Atoloto Kolokilagi l'année suivante.
Candidat à l'élection sénatoriale de 2020 à Wallis-et-Futuna, il arrive en quatrième position avec 18 % des suffrages et retire sa candidature en vue du second tour.
Aux élections territoriales de mars 2022, il n'est pas réélu, mais sa compagne Lauriane Vergé entre à l'assemblée territoriale.